# Chelsea Clinton
Pour les articles homonymes, voir Clinton et Mezvinsky.
Chelsea Clinton, née le 27 février 1980 à Little Rock, est une consultante et journaliste américaine.
Elle est la fille unique de l'ancien président des États-Unis Bill Clinton et de l'ancienne secrétaire d'État et ancienne sénatrice de l'État de New York Hillary Clinton.

## Biographie et scolarité
Chelsea Victoria Clinton est née le 27 février 1980 à Little Rock, en Arkansas. Son prénom est une référence à Chelsea Morning, une chanson de Joni Mitchell enregistrée par Judy Collins.
Son parcours scolaire dans l'Arkansas inclut Forest Park Elementary School, Booker Arts and Science Magnet Elementary School et Mann Arts and Science Magnet Middle School. Elle fut ensuite élève à Sidwell Friends School à Washington. Diplômée en histoire à l'université Stanford, elle poursuit ses études supérieures à l'université d'Oxford où son père a étudié.

## Adolescence à la Maison-Blanche
Elle est âgée de 12 ans lorsqu'elle emménage avec ses parents dans la Maison-Blanche, le 20 janvier 1993. Son surnom auprès des services de protection de l'entourage présidentiel est Energy. Avant son arrivée à Washington, sa scolarisation est l'objet d'une polémique[réf. souhaitée]. Ses parents optent finalement pour Sidwell Friends School, une école privée, où elle joue dans l'équipe varsity de soccer de l'école.

En 1997, elle est finaliste dans le programme de National Merit Scholarship, offrant des bourses à ses élèves les plus méritants. Prenant des leçons de danse depuis l'âge de quatre ans, elle prend des cours de ballet à la Washington School of Ballet en 1993. Elle tient le rôle de la tante dans la production scolaire de Casse-Noisette de 1996. Chelsea Clinton participe également aux conférences simulant les Nations unies au début de sa scolarité.

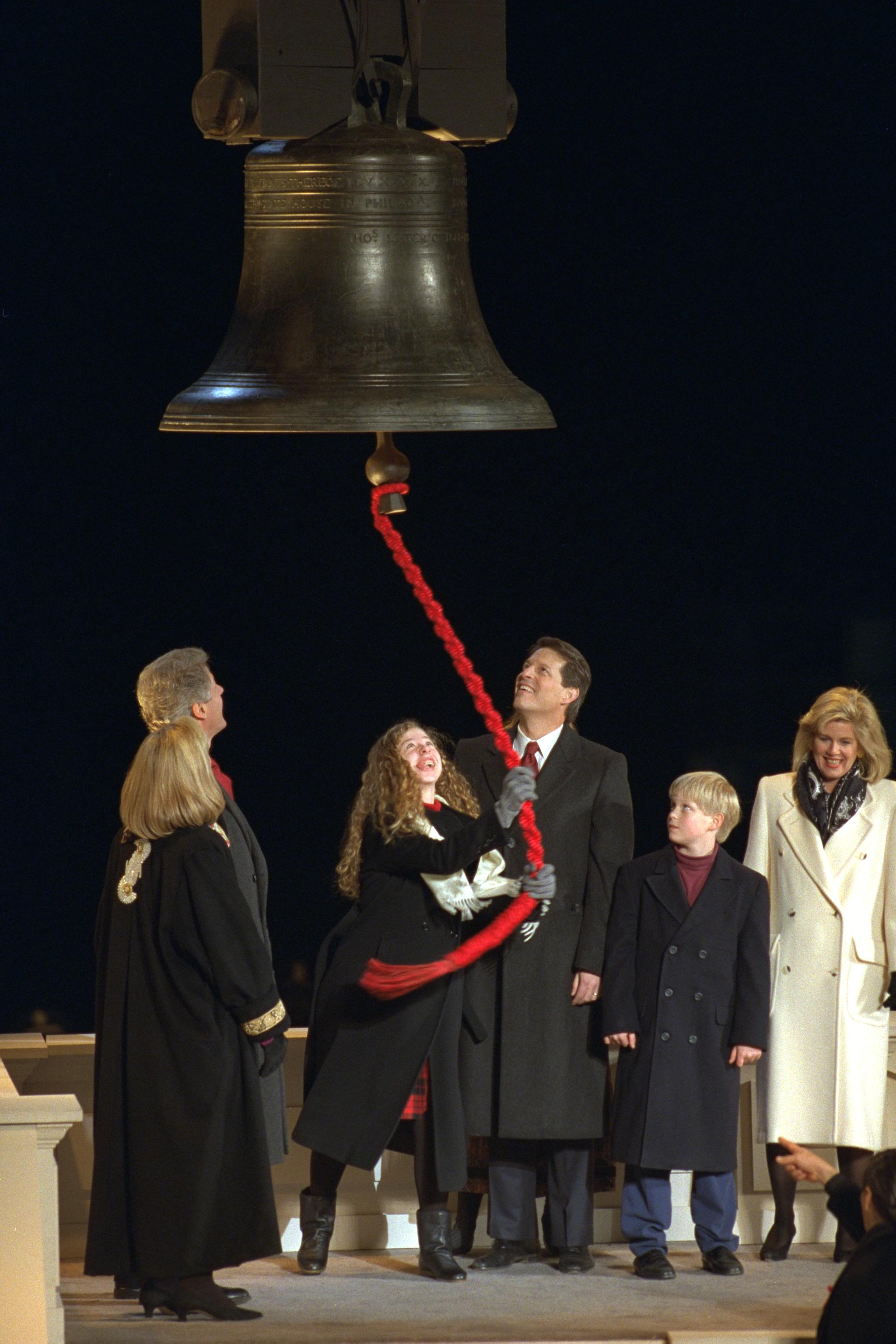
Chelsea Clinton faisant sonner une réplique de la Liberty Bell lors de la première investiture de son père.
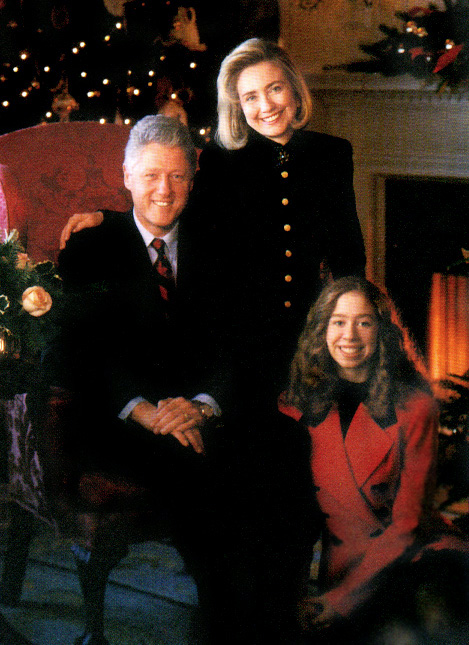
Photo de famille des Clinton à la Maison Blanche.
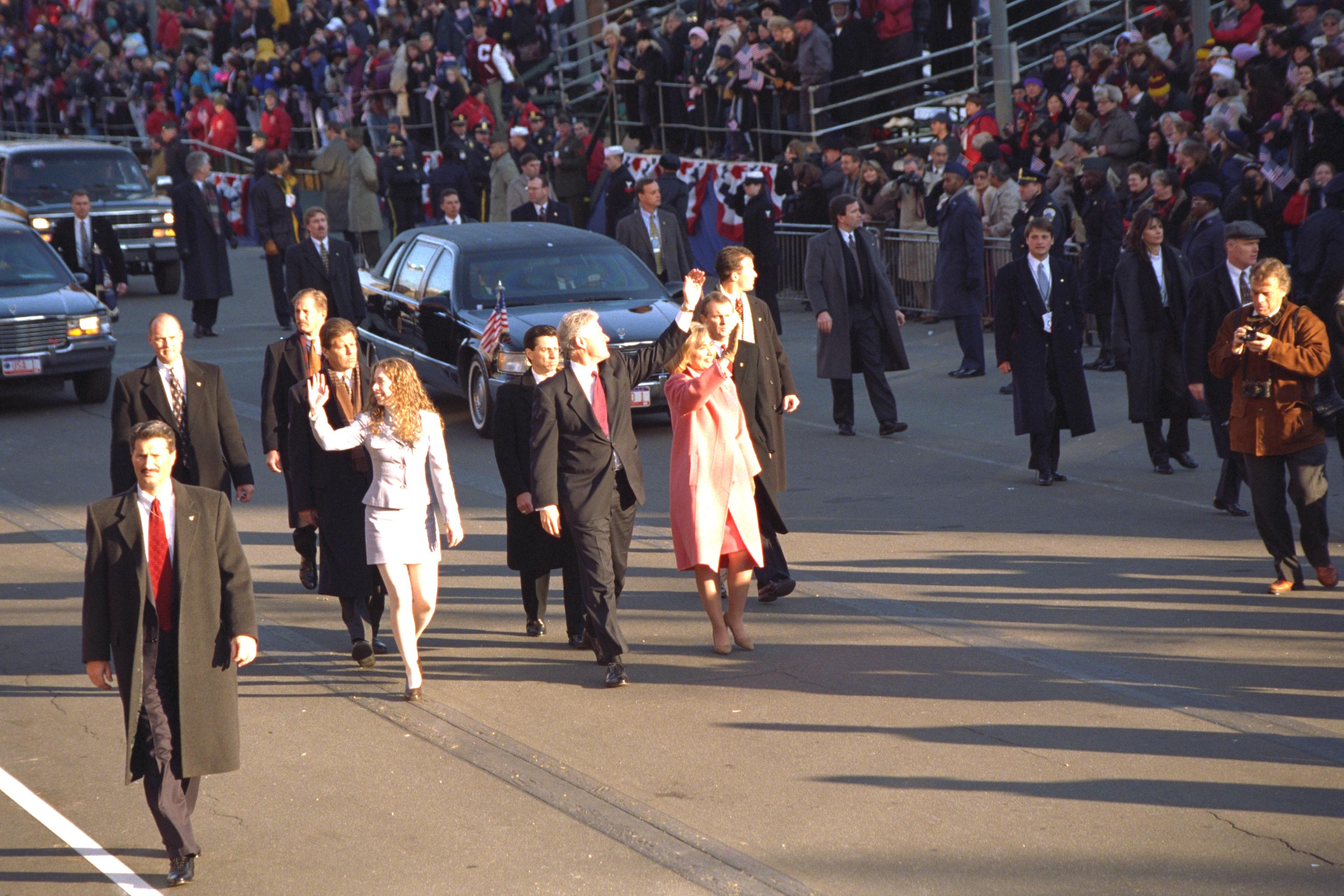
La famille Clinton lors de la seconde investiture présidentielle du président Bill Clinton, en 1997.

Chelsea Clinton a été dans l'ensemble tenue à l'écart des médias pendant la présidence de son père. En 1998, quelques jours après le discours télévisé de Bill Clinton où il avoue avoir eu une liaison avec Monica Lewinsky, Chelsea est aperçue marchant entre ses parents alors qu'ils approchent l'hélicoptère présidentiel Marine One qui doit les emmener vers leur lieu de vacances. Le 5 février 1999, juste avant le vote du Sénat sur l’impeachment, le magazine People fait sa couverture sur Chelsea. L'article irrite particulièrement la Première famille des États-Unis ainsi que le Secret Service.
En juin 1998, le sénateur de l'Arizona John McCain fait une plaisanterie cruelle au sujet de Chelsea Clinton, citant également le procureur général Janet Reno lors d'un dîner de lever de fonds du Parti républicain. L'indignation que soulève le mot de McCain lui vaut de présenter ses excuses à Bill Clinton peu après.

Chelsea participe à certaines rencontres internationales : elle est placée à côté d'Ehoud Barak lors du sommet de Camp David II entre Barak et Yasser Arafat en juillet 2000.

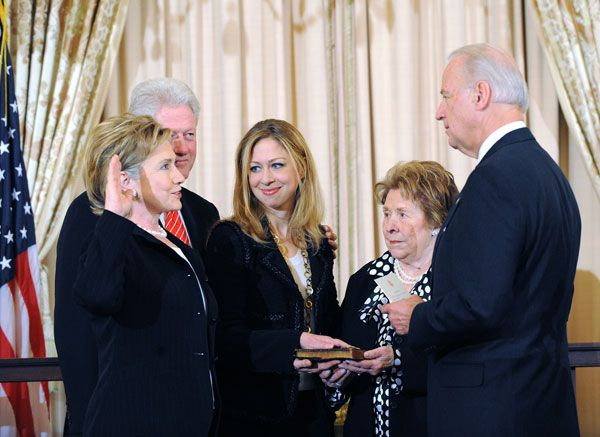
Chelsea Clinton, en compagnie de sa grand-mère maternelle, de son père et de sa mère, lors de la prestation de serment de cette dernière en tant que secrétaire d'État des États-Unis, devant le vice-président Joe Biden, le 21 janvier 2009.

Du 3 au 20 janvier 2001, alors que sa mère commence son mandat de sénatrice de New York, Chelsea tient le rôle d'hôtesse de la Maison-Blanche jusqu'à la fin de la présidence de son père, tout en se démarquant du style traditionnel de la Première dame.

## Après la présidence de son père

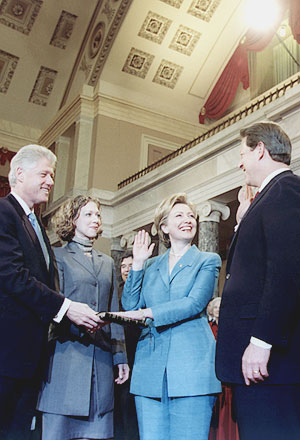
Hillary Rodham Clinton, en compagnie de son époux Bill et de sa fille Chelsea lors de sa prestation de serment, au Sénat, devant le vice-président Al Gore.

Chelsea Clinton, acceptée aux universités de Harvard, Yale et Princeton, préfère celle de Stanford, sur la côte Ouest. Elle se spécialise en chimie et s'intéresse à la médecine avant de changer sa spécialisation pour choisir l'histoire deux ans plus tard. En 2001, elle est diplômée avec mention de Stanford. Son sujet de mémoire porte sur le travail de médiation sur le conflit nord-irlandais effectué par son père qui aboutit à l'accord du Vendredi saint en 1998. Elle continue ses études à Oxford dans le cadre d'une maîtrise en relations internationales.
En 2003, Chelsea Clinton est engagée à la société de conseil McKinsey & Company à New York. Elle est la benjamine de sa classe, et engagée au même niveau que des détenteurs de Master of Business Administration,.
À l'automne 2006, elle quitte McKinsey pour Avenue Capital, une société de gestion alternative gérée par Marc Lasry, connu pour ses loyales donations au Parti démocrate et son soutien aux Clinton.
Elle retourne ensuite étudier et obtient un master en santé publique à l'université Columbia.
L'inspiration derrière le film Chasing Liberty de 2004 (sorti en France sous le titre d'Esprit libre) a été attribuée à une photographie de Chelsea à un match de basket-ball à Stanford, où l'étudiante semble vouloir se fondre parmi le reste des spectateurs.
Depuis 2005, Chelsea Clinton vit dans le quartier de Chelsea de Manhattan. Le quartier situé au nord de ce dernier, Hell's Kitchen, est appelé « Clinton » par les agents immobiliers new-yorkais. Ces deux quartiers de Midtown West sont désormais parfois désignés « Chelsea-Clinton ». Un journal hebdomadaire local se baptisa même Chelsea Clinton News. La fille de l'ex-président habite depuis 2006 dans un immeuble de Gramercy, à l'est de Chelsea. Lors des élections générales de 2006, où sa mère se présenta pour sa réélection au Sénat, une erreur fut découverte au 20e bureau électoral, puisque le nom de Chelsea Clinton en était absent.
Elle a travaillé comme correspondante pour la télévision à la chaîne NBC, cela suscitant des critiques dans l'entreprise car cela aurait été fait pour maintenir de bonnes relations avec le couple Clinton. Son salaire de 600 000 dollars par an pour un temps partiel et ses relations avec les autres employés font également polémique. En trois ans, elle ne réalise finalement que quelques sujets de reportage.
Elle est membre du comité de la School of American Ballet, et a été coprésidente de la Fondation Clinton de son père lors d'une semaine de levée de fonds. Devenue vice-présidente de la fondation en 2013 (elle porte désormais son prénom, en plus de celui de ses parents), elle s'est rendue en Haïti, a participé à une série de conférences en Afrique et a prononcé un discours à l'ONU. À son arrivée, sa gestion de la fondation a été saluée pour la réorganisation des services qu'elle a menée, d'autres critiquent le népotisme de cette nomination. Elle a fait quelques apparitions avec des personnalités comme Madonna et Gwyneth Paltrow pour des associations caritatives.

## Participation aux campagnes présidentielles de 2008 et de 2016

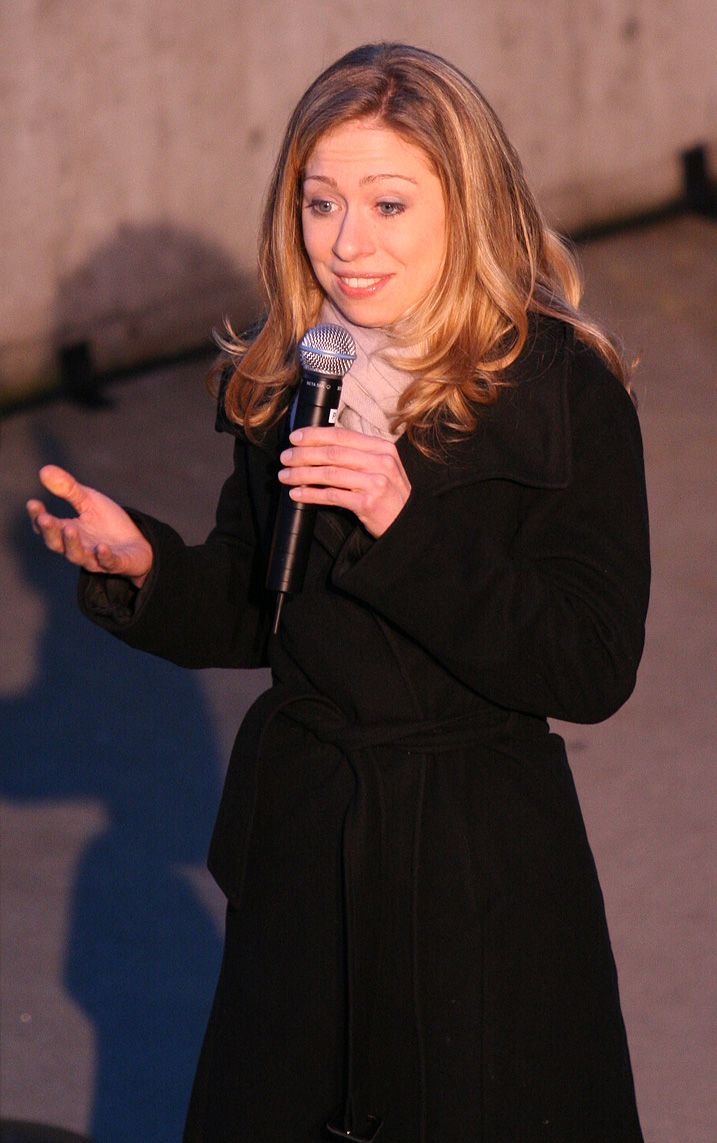
Chelsea Clinton, en campagne pour l'investiture de sa mère à la candidature démocrate pour l'élection présidentielle de novembre, lors d'un meeting, en février 2008.

Jusqu'à la campagne présidentielle de Hillary Clinton, Chelsea n'avait jamais fait de commentaires en public sur la politique ou les discours de ses parents. Mais à partir de 2006, elle commence à participer activement, représentant sa mère au cours de différents événements et jouant le rôle de porte-parole. Le 15 mai 2006, Hillary relate qu'elle a présenté ses excuses à sa fille pour avoir critiqué l'éthique de travail des jeunes lors d'une apparition publique.
En décembre 2007, Chelsea fait campagne au nom de sa mère lors de la primaire de l'Iowa, accueillant les électeurs potentiels au Palmer's Deli de Des Moines, rejointe ensuite par Hillary. En janvier 2008, elle participe à plusieurs étapes de campagne en Californie, au New Hampshire, en Caroline du Sud, dans le Nevada, dans l'Arkansas, au Missouri et dans l'Utah. En février 2008, Chelsea fait d'autres apparitions dans la campagne de sa mère dans les États de Californie, du Nouveau-Mexique, du Nebraska et du Wisconsin, et fait campagne en son nom à Hawaii.
Début février 2008, un courriel attribué à Nicole Davidson, une amie de Chelsea Clinton, semble avoir été fait suivre par cette dernière, amendée d'un commentaire d'elle, exprimant sa réserve sur une partie du texte, mais le jugeant « important », et encourageant les destinataires à le faire suivre, y compris aux électeurs masculins. Le contenu, intitulé « A must read...send to every woman you know... », est un essai de la féministe Robin Morgan, exprimant un soutien absolu à Hillary Clinton.
Le 8 février 2008, Howard Wolfson, directeur de la communication de Hillary Clinton, menace de boycotter les débats présidentiels organisés par MSNBC à la suite d'un commentaire d'un éditorialiste de la chaîne, David Shuster, qui a employé la veille une expression argotique relevant de la prostitution (pimped out) pour désigner la participation de Chelsea dans la campagne de sa mère. Shuster est immédiatement suspendu par MSNBC et présente des excuses publiquement sur la chaîne à deux reprises.
Elle a également participé à la campagne de sa mère pour l'élection présidentielle de 2016.

## Vie privée

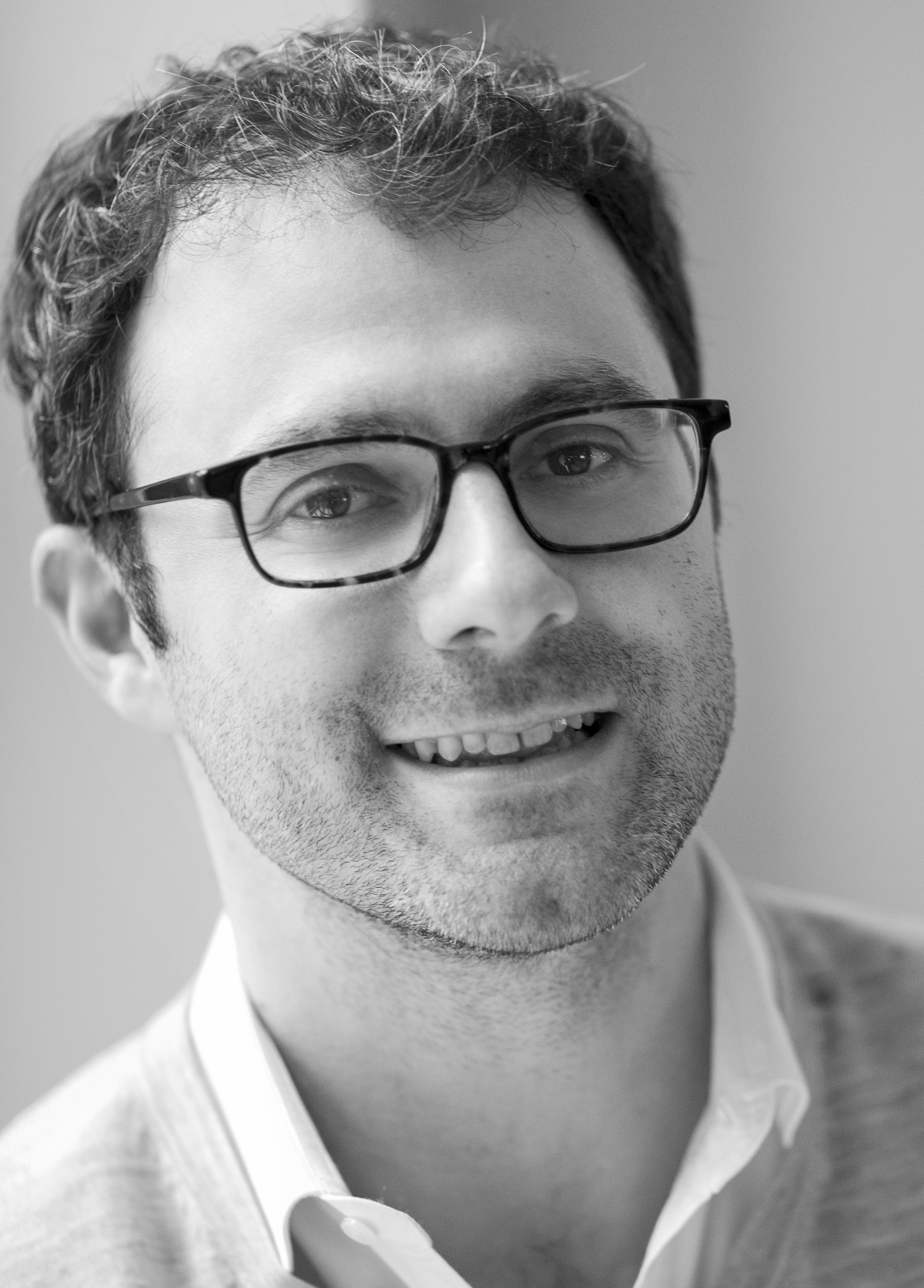
Marc Mezvinsky en 2018.

Elle se fiance en novembre 2009 avec son ami de longue date Marc Mezvinsky, directeur d'un fonds d'investissements, fils de l'ancien représentant démocrate de l'Iowa Ed Mezvinsky et de l'ancienne représentante Marjorie Margolies. Le coût de la fête de mariage, prévu pour s'élever à 2 millions de dollars, (~  1,4 million d'euros) s'est élevé selon le New York Daily News à environ 4 millions de dollars.
Le mariage est célébré le 31 juillet 2010 à Rhinebeck (nord de New York) dans la propriété d'Astor Courts, réplique du Grand Trianon de Versailles.
Ce mariage passionne la presse américaine pendant plusieurs mois.
Le 17 avril 2014, lors d'une réunion publique organisée dans le cadre du projet No Ceilings (en), elle annonce être enceinte de son premier enfant,.
Elle donne naissance le 26 septembre 2014 à son premier enfant, une fille, Charlotte,, dont le prénom a été annoncé dans un message retransmis par ses parents et Barack Obama.
Le 21 décembre 2015, elle annonce sur Twitter attendre son second enfant. Elle met au monde le 18 juin 2016 un garçon prénommé Aidan.
Le 22 juillet 2019, elle donne naissance à son troisième enfant, un fils prénommé Jasper.

## Ouvrage
- It's your world: get informed, get inspired and get going!, Penguin, 2015.

### Articles
- [Lesnes 2014] Corine Lesnes, « Chelsea, le nouvel atout des Clinton », M,_le_magazine_du_Monde, no 141,‎ 31 mai 2014, p. 35-41 (lire en ligne, consulté le 6 mai 2020). .